# Narciarstwo alpejskie na Zimowych Igrzyskach Olimpijskich 2014 – superkombinacja kobiet
Superkombinacja kobiet – jedna z pięciu konkurencji rozgrywanych w ramach narciarstwa alpejskiego na Zimowych Igrzyskach Olimpijskich w Soczi. Zawodniczki rywalizowały 10 lutego w ośrodku narciarskim Roza Chutor, umiejscowionym w Krasnej Polanie.
Mistrzynią olimpijską została Niemka Maria Höfl-Riesch. Drugie miejsce zajęła Austriaczka Nicole Hosp, a na trzecim miejscu uplasowała się Amerykanka Julia Mancuso.

## Terminarz
| Data      | Konkurencja | Godzina rozpoczęcia | Godzina rozpoczęcia |
| Data      | Konkurencja | Czas CET            | Czas lokalny        |
| --------- | ----------- | ------------------- | ------------------- |
| 10 lutego | Zjazd       | 8:00                | 11:00               |
| 10 lutego | Slalom      | 12:00               | 15:00               |

## Tło
| Data                                                                                     | Miejscowość                                                                              | Zwycięzca                                                                                | Drugi                                                                                    | Trzeci                                                                                   | Źródło                                                                                   |
| Wyniki superkombinacji podczas zawodów Pucharu Świata w narciarstwie alpejskim 2013/2014 | Wyniki superkombinacji podczas zawodów Pucharu Świata w narciarstwie alpejskim 2013/2014 | Wyniki superkombinacji podczas zawodów Pucharu Świata w narciarstwie alpejskim 2013/2014 | Wyniki superkombinacji podczas zawodów Pucharu Świata w narciarstwie alpejskim 2013/2014 | Wyniki superkombinacji podczas zawodów Pucharu Świata w narciarstwie alpejskim 2013/2014 | Wyniki superkombinacji podczas zawodów Pucharu Świata w narciarstwie alpejskim 2013/2014 |
| ---------------------------------------------------------------------------------------- | ---------------------------------------------------------------------------------------- | ---------------------------------------------------------------------------------------- | ---------------------------------------------------------------------------------------- | ---------------------------------------------------------------------------------------- | ---------------------------------------------------------------------------------------- |
| 12 stycznia                                                                              | Altenmarkt-Zauchensee                                                                    | Marie-Michèle Gagnon                                                                     | Michaela Kirchgasser                                                                     | Maria Höfl-Riesch                                                                        | [ 1 ]                                                                                    |
| Wyniki superkombinacji na Zimowych Igrzyskach Olimpijskich 2010                          |                                                                                          |                                                                                          |                                                                                          |                                                                                          |                                                                                          |
| 18 lutego                                                                                | Vancouver                                                                                | Maria Höfl-Riesch                                                                        | Julia Mancuso                                                                            | Anja Pärson                                                                              | [ 2 ]                                                                                    |
| Wyniki superkombinacji na mistrzostwach świata 2011                                      |                                                                                          |                                                                                          |                                                                                          |                                                                                          |                                                                                          |
| 11 lutego                                                                                | Garmisch-Partenkirchen                                                                   | Anna Fenninger                                                                           | Tina Maze                                                                                | Anja Pärson                                                                              | [ 3 ]                                                                                    |
| Wyniki superkombinacji na mistrzostwach świata 2013                                      |                                                                                          |                                                                                          |                                                                                          |                                                                                          |                                                                                          |
| 8 lutego                                                                                 | Schladming                                                                               | Maria Höfl-Riesch                                                                        | Tina Maze                                                                                | Nicole Hosp                                                                              | [ 4 ]                                                                                    |

## Wyniki
| Miejsce | Nr | Zawodniczka                   | Reprezentacja     | Zjazd   | Zjazd   | Slalom  | Slalom  | Czas łączny | Strata |
| Miejsce | Nr | Zawodniczka                   | Reprezentacja     | Czas    | Miejsce | Czas    | Miejsce | Czas łączny | Strata |
| ------- | -- | ----------------------------- | ----------------- | ------- | ------- | ------- | ------- | ----------- | ------ |
| 01 !    | 20 | Maria Höfl-Riesch             | Niemcy            | 1:43,72 | 5.      | 50,90   | 3.      | 2:34,62     | –      |
| 02 !    | 16 | Nicole Hosp                   | Austria           | 1:43,95 | 8.      | 51,07   | 4.      | 2:35,02     | +0,40  |
| 03 !    | 22 | Julia Mancuso                 | Stany Zjednoczone | 1:42,68 | 1.      | 52,47   | 13.     | 2:35,15     | +0,53  |
| 4.      | 17 | Tina Maze                     | Słowenia          | 1:43,54 | 3.      | 51,71   | 7.      | 2:35,25     | +0,63  |
| 5.      | 8  | Dominique Gisin               | Szwajcaria        | 1:44,01 | 10.     | 52,11   | 11.     | 2:36,12     | +1,50  |
| 6.      | 9  | Ragnhild Mowinckel            | Norwegia          | 1:44,28 | 12.     | 51,87   | 8.      | 2:36,15     | +1,53  |
| 7.      | 18 | Michaela Kirchgasser          | Austria           | 1:45,72 | 23.     | 50,69   | 2.      | 2:36,41     | +1,79  |
| 8.      | 11 | Anna Fenninger                | Austria           | 1:43,67 | 4.      | 52,77   | 14.     | 2:36,44     | +1,82  |
| 9.      | 23 | Šárka Strachová               | Czechy            | 1:46,51 | 25.     | 50,10   | 1.      | 2:36,61     | +1,99  |
| 10.     | 13 | Maruša Ferk                   | Słowenia          | 1:44,87 | 17.     | 52,02   | 10.     | 2:36,89     | +2,27  |
| 11.     | 25 | Federica Brignone             | Włochy            | 1:45,68 | 22.     | 51,94   | 9.      | 2:37,62     | +3,00  |
| 12.     | 12 | Denise Feierabend             | Szwajcaria        | 1:46,03 | 24.     | 51,68   | 6.      | 2:37,71     | +3,09  |
| 13.     | 15 | Sara Hector                   | Szwecja           | 1:46,54 | 26.     | 51,31   | 5.      | 2:37,85     | +3,23  |
| 14.     | 4  | Jelena Jakowiszyna            | Rosja             | 1:44,91 | 19.     | 53,97   | 16.     | 2:38,88     | +4,26  |
| 15.     | 35 | Greta Small                   | Australia         | 1:47,99 | 29.     | 52,31   | 12.     | 2:40,30     | +5,68  |
| 16.     | 36 | Edit Miklós                   | Węgry             | 1:44,32 | 13.     | 57,29   | 19.     | 2:41,61     | +6,99  |
| 17.     | 32 | Karolina Chrapek              | Polska            | 1:47,28 | 28.     | 54,52   | 17.     | 2:41,80     | +7,18  |
| 18.     | 31 | Mireia Gutiérrez              | Andora            | 1:49,04 | 32.     | 53,26   | 15.     | 2:42,30     | +7,68  |
| 19.     | 33 | Klára Křížová                 | Czechy            | 1:44,89 | 18.     | 57,51   | 20.     | 2:42,40     | +7,78  |
| 20.     | 24 | Macarena Simari Birkner       | Argentyna         | 1:48,87 | 31.     | 55,06   | 18.     | 2:43,93     | +9,31  |
| 21.     | 34 | Anna Berecz                   | Węgry             | 1:50,28 | 33.     | 58,41   | 21.     | 2:48,69     | +14,07 |
| 22.     | 39 | Ania Monica Caill             | Rumunia           | 1:51,91 | 34.     | 1:02,04 | 22.     | 2:53,95     | +19,33 |
| 23 !    | 2  | Daniela Merighetti            | Włochy            | 1:44,64 | 15.     | DNS     | DNS     | DNS         | DNS    |
| 23 !    | 5  | Chemmy Alcott                 | Wielka Brytania   | 1:44,83 | 16.     | DNS     | DNS     | DNS         | DNS    |
| 23 !    | 29 | Elena Fanchini                | Włochy            | 1:44,45 | 14.     | DNS     | DNS     | DNS         | DNS    |
| 24 !    | 1  | Francesca Marsaglia           | Włochy            | 1:43,96 | 9.      | DNF     | DNF     | DNF         | DNF    |
| 24 !    | 7  | Lotte Smiseth Sejersted       | Norwegia          | 1:43,85 | 6.      | DNF     | DNF     | DNF         | DNF    |
| 24 !    | 10 | Lara Gut                      | Szwajcaria        | 1:43,15 | 2.      | DNF     | DNF     | DNF         | DNF    |
| 24 !    | 19 | Elisabeth Görgl               | Austria           | 1:43,89 | 7.      | DNF     | DNF     | DNF         | DNF    |
| 24 !    | 21 | Marie-Michèle Gagnon          | Kanada            | 1:45,39 | 21.     | DNF     | DNF     | DNF         | DNF    |
| 24 !    | 26 | Jana Gantnerová               | Słowacja          | 1:47,24 | 27.     | DNF     | DNF     | DNF         | DNF    |
| 24 !    | 27 | Leanne Smith                  | Stany Zjednoczone | 1:45,06 | 20.     | DNF     | DNF     | DNF         | DNF    |
| 24 !    | 28 | Ilka Štuhec                   | Słowenia          | 1:44,26 | 11.     | DNF     | DNF     | DNF         | DNF    |
| 24 !    | 37 | Kristina Saalová              | Słowacja          | 1:48,21 | 30.     | DNF     | DNF     | DNF         | DNF    |
| 25 !    | 3  | Marianne Kaufmann-Abderhalden | Szwajcaria        | DNF     | DNF     | DNF     | DNF     | DNF         | DNF    |
| 25 !    | 6  | Noelle Barahona               | Chile             | DNF     | DNF     | DNF     | DNF     | DNF         | DNF    |
| 25 !    | 14 | Laurenne Ross                 | Stany Zjednoczone | DNF     | DNF     | DNF     | DNF     | DNF         | DNF    |
| 25 !    | 30 | Stacey Cook                   | Stany Zjednoczone | DNF     | DNF     | DNF     | DNF     | DNF         | DNF    |
| 25 !    | 38 | Alexandra Coletti             | Monako            | DNF     | DNF     | DNF     | DNF     | DNF         | DNF    |